# Соколов, Кирилл Константинович
Кирилл Константинович Соколов (27 сентября 1930 года, Москва — 22 мая 2004 года, Англия) — русский художник и скульптор.

## Биография
Семья жила в доме, спроектированным отцом-архитектором на Маросейке. Мать преподавала в школе. В 1945 году отец Соколова был арестован (реабилитирован только в 1953). Семья была в родстве с поэтом Александром Блоком.
В 1950 году после обучения в Московской средней художественной школе Кирилл Константинович поступил в Суриковский институт, который окончил в 1957 году. Его близким другом был однокурсник Б. Н. Гущин, с которым они впоследствии породнились.
С 1974 года жил в Великобритании, сохранив советское, затем российское гражданство.
В 1976 году создал международный журнал искусств «Леонардо», который курировал и где сам опубликовал 14 работ о русском искусстве.
В 1999 году перенёс операцию на лёгком из-за ракового заболевания.
Скончался в больнице на севере Англии.

## Семья
Супруга — Аврил Пайман (Dr. Avryl Pyman), писатель, крупный английский учёный в области истории русской литературы, доктор философии, член Британской Академии, специалист по русской литературе Серебряного века, Блоковед.
Двое детей — Фёдор и Ирина. Трое внуков. Родственники художника проживают в России и Великобритании.
Похоронен на Переделкинском кладбище посёлка Переделкино.